# وارگستش
وارگِستِش (به مجاری:  Várgesztes) یک شهرداری در مجارستان است که در ناحیه تاتابانیا واقع شده‌است. وارگستش ۱۲٫۰۴ کیلومتر مربع مساحت و ۵۲۰ نفر جمعیت دارد.